# Caerano di San Marco
Caerano di San Marco is een gemeente in de Italiaanse provincie Treviso (regio Veneto) en telt 7257 inwoners (31-12-2004). De oppervlakte bedraagt 12,1 km², de bevolkingsdichtheid is 600 inwoners per km².

## Demografie
Caerano di San Marco telt ongeveer 2652 huishoudens. Het aantal inwoners steeg in de periode 1991-2001 met 5,8% volgens cijfers uit de tienjaarlijkse volkstellingen van ISTAT.
| Jaar | Inwoneraantal |
| ---- | ------------- |
| 1991 | 6641          |
| 2001 | 7027          |

## Geografie
Caerano di San Marco grenst aan de volgende gemeenten: Altivole, Cornuda, Maser, Montebelluna.